# Кешаварз, Пейман
Пейман Кешаварз (перс. پیمان کشاورز‎; род. 6 марта 1995, Решт) — иранский футболист, защитник азербайджанского клуба «Карван».

## Карьера
Начинал карьеру в молодёжной команде «Трактор» из Тебриза, а в 2014 году стал игроком основной команды, где провёл два года, успев стать серебряным призёром иранской Про-лиги. В середине 2016 года подписал контракт с принципиальным соперником Трактора — «Машин Сази», но практически сразу был отправлен в команду второй по уровню лиги Ирана — «Эстегляль». За год, что он провёл в Тегеране, «Эстегляль» вылетел в третью лигу Ирана, а «Машин Сази» — во вторую, и футболист вернулся в клуб из Тебриза. По итогам следующего сезона, клубу едва удалось сохранить место во второй лиге, однако у него появилась возможность заменить «Гостареш Фулад», прекративший выступление в Про-лиге. Тем временем, у Кешаварза закончился контракт и, на правах свободного агента, он перешёл в «Гостареш Фулад». Спустя полгода футболист согласился на переезд в Азербайджан для продолжения карьеры в клубе «Сумгаит».
29 января 2019 года азербайджанский клуб объявил о подписании Кешаварза на шестимесячный срок с опцией продления ещё на один год. 14 февраля 2019 года Кешаварз расторг контракт из-за того, что «Сумгаит» не смог его зарегистрировать, так как футболист уже был заигран за две команды в сезоне 2018/19.
22 января 2020 года «Сабаил» объявил о подписании иранца на шестимесячный срок. В составе команды Кешаварз отметился первым голом в профессиональной карьере в поединке с «Нефтчи».
11 сентября 2024 года футбольный клуб «Карван» из Второго дивизиона Азербайджана подписал годовой контракт с Кешаварзи.